# Erklärte Quadratsumme

Diese Grafik zeigt die Quadratsummenzerlegung, d. h. die Zerlegung der totalen Quadratsumme in die erklärte Quadratsumme und die Residuenquadratsumme. Die Summe der grünen Abweichungsquadrate ist die erklärte Quadratsumme, die der roten die Residuenquadratsumme, die der blauen die totale Quadratsumme.

In der Statistik ist die (durch die Regression) erklärte Quadratsumme, bzw. erklärte Abweichungsquadratsumme, kurz SQE für Summe der Quadrate der Erklärten Abweichungen (englisch sum of squared explained deviations, kurz SSE oder explained sum of squares, kurz ESS), Summe der Abweichungsquadrate der {\displaystyle {\hat {y}}} -Werte, kurz {\displaystyle SAQ_{\hat {y}}}, bzw. SAQErklärt, oft auch Modellquadratsumme oder Regressionsquadratsumme, die Quadratsumme der Schätzwerte bzw. Regresswerte. Sie wird berechnet als Summe der Quadrate der zentrierten Schätzwerte und kann als „Gesamtvariation der Schätzwerte {\displaystyle \{{\hat {y}}_{i}\}}“ („erklärte Variation“) interpretiert werden. Über die genaue Bezeichnung und ihre Abkürzungen gibt es international keine Einigkeit. In der deutschsprachigen Literatur wird manchmal die deutsche Bezeichnung mit englischen Abkürzungen gebraucht.

## Definition
Die erklärte (Abweichungs-)Quadratsumme bzw. Regressionsquadratsumme ist definiert als Quadratsumme der durch die Regressionsfunktion erklärten Abweichungen {\displaystyle ({\hat {y}}_{i}-{\overline {y}})}:
{\displaystyle SQE=SQ_{\mathrm {Erkl{\ddot {a}}rt} }\equiv \sum _{i=1}^{n}({\hat {y}}_{i}-{\overline {y}})^{2}=\sum _{i=1}^{n}({\hat {y}}_{i}-{\overline {\hat {y}}})^{2}}
Manchmal findet sich auch die Abkürzung {\displaystyle SQR} bzw. {\displaystyle SQ_{\text{Regression}}}. Dieser Ausdruck, kann allerdings leicht mit der „Residuenquadratsumme“ (englisch sum of squared residuals) verwechselt werden, die ebenfalls mit {\displaystyle SQR} abgekürzt wird.
Wenn das zugrundeliegende lineare Modell ein von Null verschiedenes Absolutglied {\displaystyle \beta _{0}} enthält, stimmt der empirische Mittelwert der Schätzwerte {\displaystyle {\hat {y}}_{i}} mit dem der beobachteten Messwerte {\displaystyle y_{i}} überein, also {\displaystyle \textstyle {\overline {\hat {y}}}={\tfrac {1}{n}}\sum \nolimits _{i=1}^{n}{\hat {y_{i}}}={\overline {y}}} (für einen Beweis im multiplen Fall siehe Bestimmtheitsmaß#Matrixschreibweise). Die erklärte Quadratsumme misst die Streuung der Schätzwerte {\displaystyle {\hat {y}}_{i}} um ihren Mittelwert {\displaystyle {\overline {\hat {y}}}={\overline {y}}}. Das Verhältnis der durch die Regression erklärten Quadratsumme zur totalen Quadratsumme wird Bestimmtheitsmaß der Regression genannt.

### Einfache lineare Regression
In der einfachen linearen Regression (Modell mit nur einer erklärenden Variable) {\displaystyle y_{i}=\beta _{0}+x_{i}\beta _{1}+\varepsilon _{i}} lässt sich die erklärte Quadratsumme auch wie folgt ausdrücken:
{\displaystyle SQE=\sum _{i=1}^{n}({\hat {y}}_{i}-{\overline {y}})^{2}=\sum _{i=1}^{n}({\hat {y}}_{i}-({\hat {\beta }}_{0}+{\hat {\beta }}_{1}{\overline {x}}))^{2}}.
Hierbei stellen die {\displaystyle {\hat {y}}_{i}={\hat {\beta }}_{0}+{\hat {\beta }}_{1}x} die vorhergesagten Werte dar und {\displaystyle {\hat {\beta }}_{0}} ist die Schätzung des Absolutglieds und {\displaystyle {\hat {\beta }}_{1}} die Schätzung des Steigungsparameters. Aus dieser Schreibweise lässt sich erkennen, dass sich die erklärte Quadratsumme auch darstellen lässt als Produkt aus dem Quadrat des Bravais-Pearson-Korrelationskoeffizienten {\displaystyle r_{xy}^{2}} und der totalen Quadratsumme {\displaystyle SQT}:
{\displaystyle SQE=SQT\cdot r_{xy}^{2}},
wobei {\displaystyle {\hat {\beta }}_{1}} der Kleinste-Quadrate-Schätzer für die Steigung {\displaystyle {\hat {\beta }}_{1}=SP_{xy}/SQ_{x}} der Quotient aus Produktsumme von {\displaystyle x} und {\displaystyle y} und Quadratsumme von {\displaystyle x} ist. Um dies zu zeigen, muss zunächst gezeigt werden, dass wenn das zugrundeliegende lineare Modell ein von Null verschiedenes Absolutglied {\displaystyle \beta _{0}} enthält, der empirische Mittelwert der Schätzwerte {\displaystyle {\hat {y}}_{i}} mit dem der beobachteten Messwerte {\displaystyle y_{i}} übereinstimmt. Dies gilt, wegen
{\displaystyle {\overline {\hat {y}}}={\frac {1}{n}}\sum _{i=1}^{n}{\hat {y_{i}}}={\frac {1}{n}}\sum _{i=1}^{n}({\hat {\beta }}_{0}+{\hat {\beta }}_{1}x_{i})={\hat {\beta }}_{0}+{\hat {\beta }}_{1}{\overline {x}}={\overline {y}}-{\hat {\beta }}_{1}{\overline {x}}+{\hat {\beta }}_{1}{\overline {x}}={\overline {y}}}
und daher
{\displaystyle {\begin{aligned}SQE&=\sum \nolimits _{i=1}^{n}({\hat {y}}_{i}-{\overline {y}})^{2}=\displaystyle \sum \nolimits _{i=1}^{n}({\hat {y}}_{i}-{\overline {\hat {y}}})^{2}\\&=\displaystyle \sum \nolimits _{i=1}^{n}(({\hat {\beta }}_{0}+{\hat {\beta }}_{1}x_{i})-({\hat {\beta }}_{0}+{\hat {\beta }}_{1}{\overline {x}}))^{2}\\&=\displaystyle \sum \nolimits _{i=1}^{n}({\hat {\beta }}_{1}(x_{i}-{\overline {x}}))^{2}\\&={\hat {\beta }}_{1}^{2}\displaystyle \sum \nolimits _{i=1}^{n}\left(x_{i}-{\overline {x}}\right)^{2}\\&={\hat {\beta }}_{1}^{2}SQ_{x}\\&=SQT\cdot r_{xy}^{2}\end{aligned}}},
wobei der letzte Schritt aus der Tatsache folgt, dass sich {\displaystyle {\hat {\beta }}_{1}} auch schreiben lässt als:
{\displaystyle {\hat {\beta }}_{1}={\frac {{\sqrt {\displaystyle \sum \nolimits _{i=1}^{n}\left(x_{i}-{\bar {x}}\right)^{2}}}{\sqrt {\displaystyle \sum \nolimits _{i=1}^{n}\left(y_{i}-{\bar {y}}\right)^{2}}}}{\displaystyle \sum \nolimits _{i=1}^{n}\left(x_{i}-{\bar {x}}\right)^{2}}}r_{xy}}.
Durch die Quadratsummenzerlegung {\displaystyle SQT=SQE+SQR} bzw. {\displaystyle SQE=SQT-SQR} kann man durch ersetzen von {\displaystyle SQE=SQT-SQR} in {\displaystyle SQE=SQT\cdot r_{xy}^{2}} auf diesem Wege ebenfalls die folgende Darstellung für die Residuenquadratsumme {\displaystyle SQR} finden:
{\displaystyle SQR=SQT\cdot (1-r_{xy}^{2})}.

## Matrixschreibweise
In Matrixschreibweise kann die erklärte Quadratsumme wie folgt ausgedrückt werden
{\displaystyle SQE=\left({\hat {\mathbf {y} }}-{\overline {\mathbf {y} }}\right)^{\top }\left({\hat {\mathbf {y} }}-{\overline {\mathbf {y} }}\right)={\hat {\mathbf {y} }}^{\top }{\hat {\mathbf {y} }}-n{\overline {\hat {y}}}^{2}=\mathbf {b} ^{\top }\mathbf {X} ^{\top }\mathbf {y} -n{\overline {y}}^{2}}.
Hierbei ist {\displaystyle {\overline {\mathbf {y} }}} ein Vektor mit den Elementen {\displaystyle {\overline {y}}} und {\displaystyle {\hat {\mathbf {y} }}} ist definiert durch {\displaystyle {\hat {\mathbf {y} }}=\mathbf {X} \mathbf {b} }, wobei {\displaystyle \mathbf {b} =\left(\mathbf {X} ^{\top }\mathbf {X} \right)^{-1}\mathbf {X} ^{\top }\mathbf {y} } den Kleinste-Quadrate-Schätzvektor und {\displaystyle \mathbf {X} } die Datenmatrix darstellt.